# 魚住孝幸
魚住 孝幸（うおずみ たかゆき、1968年 - ）は、日本の物理学者。大阪公立大学大学院工学研究科教授。専門は電子物理工学。

## 来歴・人物
現在の兵庫県淡路市に生まれる。兵庫県立津名高等学校を経て、1990年に東北大学理学部物理学科を卒業する。引き続き同大学院に進み、1992年に大学院理学研究科博士前期課程を修了した。その後、1995年に東京大学大学院理学研究科博士後期課程を修了した。
1996年に日本原子力研究所博士研究員となる。2000年から大阪府立大学工学部講師に就任し、同大学大学院工学研究科准教授（2007年）を経て、2008年より教授に昇進した。2022年の大阪市立大学との統合に伴う大阪公立大学発足とともに、同大学の教授となる。

## 研究
- 量子ドット中に閉じ込められた励起子の光学的性質
- 3d,4f系化合物内殻X線分光の理論解析
- 3d遷移金属化合物の電子状態